# زقية
الزقية (باللاتينية: Petrorhagia) جنس نباتي يتبع الفصيلة القرنفلية. يضم عشرات الأنواع موطن بعضها مناطق الوطن العربي وحوض البحر الأبيض المتوسط.

## من أنواع الزقيةالواطنةفي الوطن العربي
- الزقية السورية (باللاتينية: Petrorhagia syriaca) في بلاد الشام وتركيا
- الزقية العربية (باللاتينية: Petrorhagia arabica) في الجزيرة العربية وبلاد الشام ومصر
- الزقية الكريتية (باللاتينية: Petrorhagia cretica) في بلاد الشام
- الزقية المخملية (باللاتينية: Petrorhagia velutina) في بلاد الشام والمغرب العربي وحوض البحر الأبيض المتوسط

## من أنواع الزقية غير الموجودة في الوطن العربي
- الزقية الغامضة (باللاتينية: Petrorhagia dubia) في إسبانيا والبرتغال واليونان